# Talose
Talose (hay Taloza) là một loại đường aldohexose. Nó là một monosacarit không tự nhiên hòa tan trong nước và ít tan trong metanol. Một số nhà từ nguyên học cho rằng tên của Talose bắt nguồn từ tự động của thần thoại Hy Lạp có tên Talos, nhưng sự liên quan không rõ ràng.
Talose là C-2 epimer của galactose và epime C-4 của mannose.